# 中国鉄建
中国鉄建股份有限公司（ちゅうごくてっけん-こふんゆうげんこうし、英文名称：China Railway Construction Corporation Limited、簡体字：中国铁建股份有限公司）は、中華人民共和国の中央企業の中国鉄道建築総公司（CRCCG）の子会社である。中国の企業国有資産法は、国有資本が持分の過半数を有し支配を受ける会社を国有資本控股公司（国有資本による従属会社）としており、当社はそれに該当する。香港証券取引所および上海証券取引所に上場する公開会社である。
組織形態として持株会社制を採用しており、傘下の企業は交通インフラの建設や土地造成、交通インフラの設計、工学的事前調査、技術コンサルティング、鉄道軌道保守用重機や建設用重機の製造、不動産開発などを手掛ける。
世界の建設エンジニアリングの動向について情報提供するENRによると、自国と海外の事業を合わせた収益合計を指標とした 「2017 Top 250 Global Contractors」において中国鉄建股份有限公司は第3位であった。
また自国を除いた海外事業からの収益合計を指標とした「2017 Top 250 International Contractors」において第23位であった。

## 沿革
- 1948年7月、親会社の中国鉄道建築総公司（以下、総公司）の起源となる中国人民解放軍鉄道兵が創設される。
- 1984年1月、中国人民解放軍鉄道兵は、国務院鉄道部の管理下に移され、鉄道部工程指揮部に改称する。
- 1990年8月、鉄道部工程指揮部を基に、鉄道部直轄の建設会社として親会社の総公司が創設される。この時を総公司の正式な設立日としている。
- 2000年9月、総公司の政企分離（国家の所有権と企業の経営権の分離）が実行される。従来、インフラ建設全般の産業政策は国家発展計画委員会が立てた。総公司に対する業務管理権は鉄道部が、資産権は財政部が、董事会構成員人事権は共産党中央企業工作委員会が行使し、権限が分散されていた。これらのうち鉄道部がもっていた業務管理権を行政指導権と業務執行権に分け、鉄道部が行政指導権を行使し、総公司董事会が最高業務執行権を行使することとなる。
- 2003年3月、共産党中央企業工作委員会が廃止される。共産党中央企業工作委員会の董事会構成員人事権および財政部の資産権は、国務院国有資産監督管理委員会のもとに統一された。
- 2007年11月5日、中国鉄道建築総公司が単独発起人となり中国鉄建股份有限公司（以下、当社）を設立する。創立当時、当社の業務上の行政指導権は、鉄道建設を除く交通インフラの設計と施工については交通部が、鉄道建設の設計と施工については鉄道部が、建築物の設計と施工並びに都市開発については建設部が持っていた。
- 2008年3月10日、上海証券取引所のA株銘柄として上場する。
- 2008年3月13日、香港証券取引所のメインボードに上場する。
- 2008年3月、国務院改革により交通部は交通運輸部に、建設部は都市農村建設部に改組される。当社に対する行政指導権もそれぞれの後継組織に引き継がれた。
- 2013年3月、国務院改革により鉄道部が廃止され、新たに交通運輸部が管理する国家鉄路局が設立される。当社の鉄道建設業務に対する行政指導権も国家鉄路局に引き継がれた。

## 親会社との収益合計の比
中国企業連合会、中国企業家協会が2017年9月に発表した「中国企業トップ500」によれば、2016年の中国鉄道建築総公司の収益合計は63,029,681万元であった。また中国鉄建份有限公司の年次財務報告書によれば、同社の2016年の収益合計は629,327百万元であった。よって2016年の中国鉄建股份有限公司と中国鉄道建築総公司の収益合計の比は、99.8%となる。なお、中国鉄道建築総公司の連結関係会社間の取引に伴う収益合計の調整は行っていない。 

## 主な事業
2016年度財務報告書によると、セグメント区分は以下の通り。
- 建設事業

鉄道、高速道路、都市交通（地下鉄やライトレール）などの交通インフラ建設や土地造成。
- 調査、設計、コンサルティング事業
- 製造事業

マルチプルタイタンパーなど鉄道軌道保守用重機の設計、研究、開発、製造、販売。鉄道建設向け機械の部品製造。
- 不動産事業

住宅用不動産、商業用不動産の開発、建設、販売。
- その他の事業（物流、金融、保険など）

2016年度財務報告書によると、セグメント別の収益および税引前利益は以下の通り。各セグメントの収益は外部顧客からの収益を記した。
|                                       | 建設    | 調査・設計・ コンサルティング | 機械・部品製造 | 不動産開発 | その他 (物流・資材貿易含む） | 相殺消去 | 合計    |
| ------------------------------------- | ------- | ----------------------------- | -------------- | ---------- | ---------------------------- | -------- | ------- |
| 収益(百万元)                          | 534,280 | 12,248                        | 12,083         | 38,320     | 32,397                       | ―        | 629,327 |
| 収益構成比(%)                         | 84.9    | 1.9                           | 1.9            | 6.1        | 5.1                          | ―        | 100.0   |
| 税引前利益(百万元) セグメント間未調整 | 9,386   | 1,408                         | 1,752          | 4,885      | 1,850                        | △312     | 18,970  |
| 税引前利益構成比(%)                   | 49.5    | 7.4                           | 9.2            | 25.8       | 9.8                          | ―        | 100.0   |
| 収益税引前利益率(%)                   | 1.8     | 11.5                          | 14.5           | 12.7       | 5.7                          | ―        | 3.0     |

## 収益の地理的構成
2016年度財務報告書によると、中国本土と海外・香港・マカオで区分された収益は以下の通り。
|                    | 2015年[百万元]  | 2016年[百万元]  |
| ------------------ | --------------- | --------------- |
| 中国本土           | 572,901 (95.4%) | 596,479 (94.8%) |
| 海外・香港・マカオ | 27,638 (4.6%)   | 32,848 (5.2%)   |
| 合計               | 600,539 (100%)  | 629,327 (100%)  |

## 非流動資産の地理的構成
2016年度財務報告書によると、中国本土と海外・香港・マカオで区分された非流動資産は以下の通り。
|                    | 2015年[百万元] | 2016年[百万元] |
| ------------------ | -------------- | -------------- |
| 中国本土           | 82,534 (96.8%) | 99,971 (97.4%) |
| 海外・香港・マカオ | 2,753 (3.2%)   | 2,628 (2.6%)   |
| 合計               | 85,288 (100%)  | 102,599 (100%) |

## 新規受注契約額
2012年から2016年度の財務報告書によると、事業別の新規受注金額は以下の通り。
|                              | 2012年[百万元] | 2013年[百万元] | 2014年[百万元] | 2015年[百万元] | 2016年[百万元] |
| ---------------------------- | -------------- | -------------- | -------------- | -------------- | -------------- |
| インフラ建設                 | 660,343.0      | 690,704.5      | 687,305.7      | 807,438.2      | 1,059,251.3    |
| 構成比                       | 83.7%          | 80.9%          | 83.0%          | 85.1%          | 86.89%         |
| 対前年増減率                 | －             | 4.6%           | △0.5%          | 17.5%          | 31.2%          |
|                              |                |                |                |                |                |
| 調査・設計・コンサルティング | 8,181.4        | 9,192.3        | 10,015.2       | 11,345.6       | 12,511.9       |
| 構成比                       | 1.0%           | 1.1%           | 1.2%           | 1.2%           | 1.0%           |
| 対前年増減率                 | －             | 12.4%          | 9.0%           | 13.3%          | 10.3%          |
|                              |                |                |                |                |                |
| 機械製造                     | 10,280.8       | 12,018.9       | 15,272.9       | 16,427.4       | 19,962.3       |
| 構成比                       | 1.3%           | 1.4%           | 1.8%           | 1.7%           | 1.6%           |
| 対前年増減率                 | －             | 16.9%          | 27.1%          | 7.6%           | 21.5%          |
|                              |                |                |                |                |                |
| 物流・資材貿易               | 88,049.7       | 112,271.1      | 87,046.8       | 74,514.7       | 64,947.5       |
| 構成比                       | 11.2%          | 13.2%          | 10.5%          | 7.9%           | 5.3%           |
| 対前年増減率                 | －             | 27.5%          | △22.5%         | △14.4%         | △12.8%         |
|                              |                |                |                |                |                |
| 不動産開発                   | 21,164.6       | 28,562.6       | 26,857.1       | 36,614.0       | 49,480.3       |
| 構成比                       | 2.7%           | 3.3%           | 3.2%           | 3.9%           | 4.1%           |
| 対前年増減率                 | －             | 35.0%          | △6.0%          | 36.3%          | 35.1%          |
|                              |                |                |                |                |                |
| その他                       | 1,317.4        | 734.1          | 1,210.3        | 2,418.9        | 12,953.2       |
| 構成比                       | 0.2%           | 0.1%           | 0.1%           | 0.3%           | 1.1%           |
| 対前年増減率                 | －             | △44.3%         | 64.9%          | 99.9%          | 435.5%         |
|                              |                |                |                |                |                |
| 合計                         | 789,336.9      | 853,483.5      | 827,708.0      | 948,758.8      | 1,219,106.5    |
| 構成比                       | 100%           | 100%           | 100%           | 100%           | 100%           |
| 対前年増減率                 | －             | 8.1%           | △3.0%          | 14.6%          | 28.5%          |

## 主な関係会社
2016年度財務報告書によると、主要関係会社は以下の通り。

### 子会社
建設
- 中国土木工程集団有限公司(China Civil Engineering Construction Ltd.)、本社：北京
- 中鉄十一局集団有限公司(China Railway 11th Bureau Group Co., Ltd.)、本社：湖北省武漢市
- 中鉄十二局集団有限公司(China Railway 12th Bureau Group Co., Ltd.)、本社：山西省太原市
- 中国鉄建大橋工程局集団有限公司(China Railway Construction Bridge Engineering Bureau Group Co., Ltd.)、本社：天津市
- 中鉄十四局集団有限公司(China Railway 14th Bureau Group Co., Ltd.)、本社：山東省済南市
- 中鉄十五局集団有限公司(China Railway 15th Bureau Group Co., Ltd.)、本社：上海市
- 中鉄十六局集団有限公司(China Railway 16th Bureau Group Co., Ltd.)、本社：北京市
- 中鉄十七局集団有限公司(China Railway 17th Bureau Group Co., Ltd.)、本社：山西省太原市
- 中鉄十八局集団有限公司(China Railway 18th Bureau Group Co., Ltd.)、本社：天津市
- 中鉄十九局集団有限公司(China Railway 19th Bureau Group Co., Ltd.)、本社：北京市
- 中鉄二十局集団有限公司(China Railway 20th Bureau Group Co., Ltd.)、本社：陝西省西安市
- 中鉄二十一局集団有限公司(China Railway 21st Bureau Group Co., Ltd.)、本社：甘粛省蘭州市
- 中鉄二十二局集団有限公司(China Railway 22nd Bureau Group Co., Ltd.)、本社：北京市
- 中鉄二十三局集団有限公司(China Railway 23rd Bureau Group Co., Ltd.)、本社：四川省成都市
- 中鉄二十四局集団有限公司(China Railway 24th Bureau Group Co., Ltd.)、本社：上海市
- 中鉄二十五局集団有限公司(China Railway 25th Bureau Group Co., Ltd.)、本社：広東省広州市
- 中鉄建設集団有限公司(China Railway Construction Group Ltd.)、本社：北京市
- 中国鉄建電気化局集団有限公司(China Railway Electrification Bureau Group Co., Ltd.)、本社：北京市
- 中国鉄建港航局集団有限公司(CRCC Harbour & Channel Engineering Bureau Group Co., Ltd.)、本社：広東省珠海市
- 中鉄城建集団有限公司(China Railway Urban Construction Group Co., Ltd.)、本社：湖南省長沙市
- 中鉄海峡建設集団有限公司(China Railway Strait Construction Group Co., Ltd.)、本社：福建省廈門市

不動産開発・運営・販売
- 中国鉄建房地産集団有限公司(China Railway Real Estate Group Co., Ltd.)、本社：北京市

設計・コンサルティング
- 中鉄第一勘察設計院集団有限公司(China Railway First Survey and Design Institute Group Co., Ltd.)、本社：陝西省西安市
- 中鉄第四勘察設計院集団有限公司(China Railway Fourth Survey and Design Institute Group Co., Ltd.)、本社：湖北省武漢市
- 中鉄第五勘察設計院集団有限公司(China Railway Fifth Survey and Design Institute Group Co., Ltd.)、本社：北京市
- 中鉄上海設計院集団有限公司(China Railway Shanghai Design Institute Group Co., Ltd.)、本社：上海市

建設資材仕入販売
- 中鉄物資集団有限公司(China Railway Goods and Materials Co., Ltd.)、本社：北京市

製造業
- 中国鉄建高新装備股份有限公司(China High-Tech Equipment Co., Ltd.)、本社：雲南省昆明市
- 中国鉄建重工集団有限公司(China Railway Construction Heavy Industry Co., Ltd.)、本社：湖北省武漢市
- 北京中鉄天瑞機械設備有限公司(Beijing CRCC Tianrui Machinery Equipment Co., Ltd.)、本社：北京市

各種サービス業務運営
- 中鉄建(北京)商務管理有限公司(China Railway Construction (Beijing) Business Management Co., Ltd.)、本社：北京市

プロジェクト投資
- 中国鉄建投資集団有限公司(China Railway Construction Investment Group Co., Ltd)、本社：北京市
- 中鉄建昆侖投資集団有限公司(CRCC Kunlun Investment Group Co., Ltd)、本社：四川省成都市
- 中鉄建華北投資発展有限公司(CRCC Huabei Investment & Development Co.,Ltd)、本社：河北省石家庄市
- 中鉄建南方建設投資有限公司(CRCC Nanfang Construction and Investment Co.,Ltd)、本社：広東省広州市
- 中鉄建重慶投資有限公司(CRCC Chongqing Investment Co., Ltd)、本社：重慶市
- 中鉄磁浮交通投資建設有限公司(China Railway Maglev Transportation Investment Construction Co., Ltd.)、本社：湖北省武漢市

金融代理業
- 中国鉄建財務有限公司(CRCC Finance Company Limited)、本社：北京市

保険仲介業
- 誠合保険経紀有限公司(Chenghe Insurance Broker Co., Ltd.)、本社：北京市

海外プロジェクト投資・ファイナンス
- 中国鉄建国際集団有限公司(CRCC International Group Co., Ltd.)、本社：北京市

資産管理
- 中鉄建資産管理有限公司(CRCC Assets Management Co., Ltd.)、本社：北京市

### 合弁会社
ナイジェリア特別経済区プロジェクト投資
- 中非萊基投資有限公司(China-Africa Lekkil Investment Co., Ltd.)、本社：北京市

### 関連会社
高速道路運営
- 重慶鉄発建新高速公路有限公司(Chongqing Tiefa Jianxin Highway Co., Ltd.)、本社：重慶市

## 関連指標
資材費推移
機材費推移
労務費推移